# Slavkovice (Nové Město na Moravě)
Slavkovice (německy Slawkowitz) jsou vesnice, část města Nové Město na Moravě v okrese Žďár nad Sázavou v Kraji Vysočina. Nachází se asi 3,5 kilometru západně od Nového Města na Moravě. Slavkovice jsou také název katastrálního území o rozloze 4,84 km².
Katastrálním územím Slavkovice prochází mimo zastavěné území silnice I/19 a železniční trať Žďár nad Sázavou – Tišnov. Železniční stanice ani zastávka zde není, ale v minulosti nesla název Slavkovice stanice v sousedním Veselíčku.
V obci se nachází základní škola a školka.

## Historie
První písemná zmínka o vesnici pochází z roku 1264.

## Obyvatelstvo
| Rok            | 1869 | 1880 | 1890 | 1900 | 1910 | 1921 | 1930 | 1950 | 1961 | 1970 | 1980 | 1991 | 2001 | 2011 | 2021 |
| -------------- | ---- | ---- | ---- | ---- | ---- | ---- | ---- | ---- | ---- | ---- | ---- | ---- | ---- | ---- | ---- |
| Počet obyvatel | 465  | 406  | 430  | 404  | 396  | 345  | 337  | 326  | 337  | 326  | 357  | 374  | 412  | 424  | 431  |
| Počet domů     | 62   | 69   | 62   | 67   | 63   | 67   | 73   | 76   | 74   | 81   | 87   | 101  | 105  | 112  | 114  |

## Obecní správa
Při sčítání lidu v letech 1850–1980 Slavkovice byly samostatnou obcí, se kterým patřily nejprve do okresu Nové Město na Moravě (1850–1930) (v letech 1850–1879 Nové Město), ale od roku 1950 v okrese Žďár nad Sázavou (v roce 1950 okres Žďár). Od 1. července 1980 jsou částí města Nové Město na Moravě v okrese Žďár nad Sázavou.

## Pamětihodnosti
- Poutní kostel Božího milosrdenství a svaté Faustyny architekta Ludvíka Kolka

## Rodáci
- Oldřich Blažíček (1887–1953), akademický malíř
- Karel Sáblík (1871–1932), rolník a politik

## Zajímavosti
- Ve Slavkovicích se natáčel film Malý Bobeš.
- V obci žulový kámen věnovaný památce Karla Sáblíka a Antonína Švehly. Slavnostně odhalen za přítomnosti ministra vnitra Josefa Černého dne 7. července 1935.
- Obec navštívil 17. června 1928 prezident T. G. Masaryk.
- V roce 1892 založen Sbor dobrovolných hasičů ve Slavkovicích. (informační tabule)